# アトレティコ・ナシオナル
アトレティコ・ナシオナル（スペイン語: Atlético Nacional S. A.）は、コロンビア第二の都市であるメデジンを本拠地とするサッカークラブである。中南米には類似の名称を持つクラブが多く、混同を避けるためにナシオナル・メデジンとも表記される。2022シーズンはカテゴリア・プリメーラAに所属。
1947年にクラブ創設。1948年のプロリーグ発足以来、1部リーグから降格したことがない3クラブのうちの1つ。2019年終了時点で国内リーグ優勝16回（最多）を誇る強豪である。
コロンビア国内では、ミジョナリオスやアメリカ・デ・カリと並ぶビッグクラブである。
ホームスタジアムのエスタディオ・アタナシオ・ヒラルドはインデペンディエンテ・メデジンと共用している。

## 歴史
1947年3月7日にクルブ・アトレティコ・ムニシパル（Club Atlético Municipal）の名称で創設。1950年8月にクルブ・アトレティコ・ナシオナル（Club Atlético Nacional）に改称。2016年に現在のアトレティコ・ナシオナル（Atlético Nacional）となる。
公式なクラブ創設年は1947年であるが、その起源は1935年まで遡る。1935年、メデジンの若者たちがウニオンFC（Unión Foot-ball Club）というサッカークラブを結成した。翌1936年、ウニオンFCはリーガ・アンティオケーニャ（Liga Antioqueña、アンティオキア地域リーグ）の2部リーグに参加した。1942年には2部リーグを制して1部リーグ昇格を果たした。昇格に際し、チーム力強化のためにインドゥラーナFC（Indulana Foot-Ball Club）と合併し、ウニオン・インドゥラーナFC（Unión Indulana Foot-Ball Club）となった。
1947年3月7日、クルブ・アトレティコ・ムニシパル・デ・メデジン（Club Atlético Municipal de Medellín）というスポーツクラブがメデジンに設立され、リーガ・アンティオケーニャの1部に所属していたウニオン・インドゥラーナFCがそのサッカー部門として組み込まれた。これがアトレティコ・ムニシパル（現在のアトレティコ・ナシオナル）の誕生である。
1948年に創設された国内プロサッカーリーグに初年度から参加。以来、一度も1部リーグから降格したことがない。1951年からチームの名称がアトレチコ・ナショナル・メデリンとなった。1954年にリーグ初優勝を果たす。1976年、1981年にはアルゼンチン人のオスバルド・スベルディア監督に率いられリーグ優勝を果たした。
コパ・リベルタドーレスには1972年に初出場を果たした。同大会には2019年までに21回出場しており、1989年と2016年に優勝を遂げている。
1986年にフランシスコ・マツラナが監督に就任、1989年、アンドレス・エスコバル、レネ・イギータらを擁しコパ・リベルタドーレスを制した。同年12月17日にトヨタカップ出場。当時世界最強といわれたACミラン（イタリア）と好勝負を演じたが延長戦の末に敗れた。
2016年、27年ぶりにコパ・リベルタドーレスを制し、FIFAクラブワールドカップ出場を決めた。初戦となった準決勝では、オセアニア王者、アフリカ王者に勝利し快進撃を見せていた開催国王者の鹿島アントラーズに0-3で敗れた。3位決定戦ではクラブ・アメリカに2-2で引き分けてPK戦の末勝利した。
2016年11月、コパ・スダメリカーナの決勝戦で対戦予定だったシャペコエンセの選手・関係者が多数犠牲になったラミア航空2933便墜落事故を受けて、同大会の優勝をシャペコエンセに譲渡するというアトレティコ・ナシオナルの決定を称えて、FIFAからFIFAフェアプレー賞を受賞した。

## ユニフォーム
ユニフォームのデザインは、アンティオキア県とメデジンの旗が緑色と白色であることに由来している。

## ライバル

### インデペンディエンテ・メデジン
同じメデジンを本拠地とするインデペンディエンテ・メデジンとの対戦は、クラシコ・パイサ（Clásico Paisa、アンティオキア県ダービー）と呼ばれる。最初の対戦は1948年9月12日で、インデペンディエンテ・メデジンが3-0で勝利した。

### アメリカ・デ・カリ
1990年代は、アメリカ・デ・カリとアトレティコ・ナシオナルの2強体制となったことから、両クラブの対戦はスーペルクラシコ（Superclásico）と呼ばれるようになった。

### ミジョナリオス
2000年以降は、アトレティコ・ナシオナルが最も安定した成績を残しており、2015年には、カテゴリア・プリメーラAの優勝回数で1949年以来1位を守ってきたミジョナリオスを逆転した。アメリカ・デ・カリが2012年から2016年にかけての5年間（10シーズン）カテゴリア・プリメーラB（2部）に降格していたこともあり、現在はミジョナリオスとアトレティコ・ナシオナルの対戦がコロンビアにおけるスーペルクラシコ（Superclásico）と見なされている。また、現時点（2019年終了時点）で、両クラブはカテゴリア・プリメーラA優勝回数の1位・2位であることから、クラシコ・デル・エフェペセ（Clásico del FPC、FPCダービー）とも呼ばれている。

## タイトル

### 国内タイトル
- カテゴリア・プリメーラA（1948-）：16回
  - 1954, 1973, 1976, 1981, 1991, 1994, 1999, 2005前期, 2007前期, 2007後期, 2011前期, 2013前期, 2013後期, 2014前期, 2015後期, 2017前期

- コパ・コロンビア（1950-）：5回
  - 2012, 2013, 2016, 2018, 2021

- スーペルリーガ・デ・コロンビア（2012-）：2回
  - 2012, 2016

### 国際タイトル
- コパ・リベルタドーレス（1960-）：2回
  - 1989, 2016
- レコパ・スダメリカーナ（1989-）：1回
  - 2017
- コパ・メルコノルテ（1998-2001）：2回
  - 1998, 2000
- コパ・インテラメリカーナ（1969-1998）：2回
  - 1990, 1997

## 現所属メンバー
2025年2月2日現在
注：選手の国籍表記はFIFAの定めた代表資格ルールに基づく。
| No. | Pos. |            | 選手名                     |
| --- | ---- | ---------- | -------------------------- |
| 1   | GK   | コロンビア | ダビド・オスピナ ()        |
| 3   | DF   | コロンビア | フアン・フェリペ・アギーレ |
| 5   | MF   | コロンビア | キリアン・トスカーノ       |
| 6   | DF   | コロンビア | アンドレス・ロマン         |
| 7   | FW   | コロンビア | ファベル・ヒル             |
| 8   | MF   | コロンビア | マテウス・ウリベ           |
| 9   | FW   | コロンビア | アルフレッド・モレロス     |
| 10  | MF   | コロンビア | エドウィン・カルドナ       |
| 11  | FW   | エクアドル | ビリー・アルセ             |
| 13  | DF   | ウルグアイ | カミーロ・カンディド       |
| 15  | GK   | コロンビア | ハーレン・カスティージョ   |
| 16  | DF   | コロンビア | ウィリアム・テシージョ     |
| 17  | DF   | コロンビア | アンドレス・サラサール     |
| 18  | FW   | コロンビア | マリーノ・イネストロサ     |
| 19  | FW   | コロンビア | ケビン・ビベロス           |

| No. | Pos. |            | 選手名                   |
| --- | ---- | ---------- | ------------------------ |
| 20  | DF   | コロンビア | ホアン・カストロ         |
| 21  | MF   | コロンビア | ホルマン・カンプサーノ   |
| 23  | DF   | コロンビア | フアン・ホセ・アリアス   |
| 25  | GK   | コロンビア | ルイス・マルキネス       |
| 26  | MF   | コロンビア | エルキン・リベロ         |
| 27  | FW   | コロンビア | ダイロン・アスプリージャ |
| 28  | DF   | コロンビア | シモン・ガルシア         |
| 29  | FW   | コロンビア | アンドレス・サルミエント |
| 30  | MF   | コロンビア | ケビン・パーラ           |
| 31  | MF   | コロンビア | フアン・パブロ・トーレス |
| 32  | MF   | コロンビア | セバスティアン・グスマン |
| 33  | DF   | コロンビア | ロジェール・カイセド     |
| 34  | GK   | コロンビア | マテオ・バレンシア       |
| 37  | FW   | コロンビア | ハイデル・アスプリージャ |
| 80  | MF   | コロンビア | フアン・マヌエル・サパタ |

## 歴代監督
- オスバルド・スベルディア 1976-1982
- フランシスコ・マツラナ 1987-1990
- エルナン・ダリオ・ゴメス 1991-1993
- フアン・ホセ・ペラエス 1994-1997
- / オスカル・エクトル・キンタバニ 2006-2008
- サンティアゴ・エスコバル 2005-2006, 2011-2012
- フアン・カルロス・オソリオ 2012-2015
- レイナルド・ルエダ 2015-2017
- フアン・マヌエル・リージョ 2017
- ホルヘ・アルミロン 2018
- パウロ・アウトゥオリ 2018-2019
- フアン・カルロス・オソリオ 2019-2020
- パウロ・アウトゥオリ 2022-

## 歴代所属選手

### GK
- レネ・イギータ 1986-1992, 1994-1997
- オスカル・コルドバ 1988
- ミゲル・カレロ 1998-2000
- ダビド・オスピナ 2005-2008

### DF
- イグナシオ・カジェ 1951-1965
- フランシスコ・マツラナ 1970-1980
- ルイス・フェルナンド・エレラ 1982-1985, 1987-1996
- ヒルダルド・ゴメス
- アンドレス・エスコバル 1987-1989, 1990-1994
- ルイス・カルロス・ペレア 1988-1990
- イバン・コルドバ 1996-1998
- エルキン・カジェ 1999-2004, 2012-2015
- アキバルド・モスケラ 2000-2005
- フアン・スニガ 2005-2008
- イバン・ウルタード 2007

### MF
- ガブリエル・ゴメス 1981-1986, 1991-1994
- アレクシス・ガルシア（英語版） 1986-1998
- ハイメ・アランゴ
- リオネル・アルヴァレス 1988-1989
- エルナン・ガビリア 1990-1997
- マウリシオ・セルナ 1991-1997, 2005
- ニクソン・ペレア 1994-1996
- アルベルト・ロハス 2004-2006
- フアン・エステバン・ベレス 2007-2009
- フアン・フェルナンド・キンテロ 2011-2013

### FW
- ハイロ・アリアス 1957-1959, 1961-1962
- セサル・クエト 1978-1983
- アルベイロ・ウスリアガ
- ファウスティーノ・アスプリージャ 1989-1992
- ビクトル・アリスティサバル 1990-1994, 1994-1996, 2000, 2005-2007
- フアン・パブロ・アンヘル 1993-1997, 2013-2014
- ビクトル・イバルボ 2008-2011, 2016
- ドルラン・パボン 2010-2012